# Eberhard Diepgen
Eberhard Diepgen (født 13. november 1941 i Berlin) er en tysk politiker fra det konservative parti CDU. 
Diepgen er uddannet i jura fra Freie Universität Berlin og har været borgmester i Berlin to gange; først i Vestberlin 1984-1989, derefter i det samlede Berlin fra 1991 til 2001. Diepgen blev tvunget til at træde tilbage, den den store koalition sprængtes i 2001 som følge af den såkaldte bankskandale. Med stemmer fra SPD, PDS og Die Grünen blev Klaus Wowereit (SPD) ny borgmester.